# Bouclans
Bouclans é uma comuna francesa na região administrativa de Borgonha-Franco-Condado, no departamento de Doubs. Estende-se por uma área de 24.34 km². Em 2010 a comuna tinha 1 092 habitantes (densidade: 44,9 hab./km²).
Em 1 de janeiro de 2018, incorporou ao seu território a antiga comuna de Vauchamps.